# فلسفه ژاپن
فلسفه ژاپن (به انگلیسی: Japanese philosophy) یا فلسفه ژاپنی در بستر تاریخ، تلفیقی از ادیان بومی شینتو و قاره‌ای، مانند بودیسم، تائوئیسم و کنفوسیوسیسم بوده‌است. پیش از این به‌شدت تحت تأثیر فلسفه چینی و هندی، مانند میتوگاکو و ذن بوده‌است، و اکنون بسیاری از فلسفه مدرن ژاپنی تحت تأثیر فلسفه غرب است.
گفتمان روشن‌فکری توسط متفکران، اساتید، و رهبران سیاسی و مذهبی ژاپن  ایجاد شد، که با خلاقیت، سنت‌های مذهبی و سیاسی اصیل خود را با مفاهیم کلیدی درهم آمیختند و از قرن هفتم میلادی، از سنت‌های بیگانه (اول از آسیای شرقی و بعد از اروپای غربی و ایالات متحده) گرفته و بومی کردند.
فیلسوفان ژاپنی، مانند همتایان غربی به دنبال پاسخ سؤالاتی در مورد دانش (معرفت‌شناسی)، کنش اخلاقی (اخلاق)، رابطه بین هنر و زیبایی (زیبایی‌شناسی) و ماهیت حقیقت (متافیزیک) بودند. تفاوت آن‌ها در پیش‌فرض‌های متفاوتی است که برای یافتن پاسخ این پرسش‌ها در نظر گرفتند. فیلسوفان غربی مجموعه‌ای از اضداد مطرح می‌کنند - جسم و ذهن، خود و دیگری، هنرمند و صحنه، واقع و ظاهر - و سعی می‌کنند بر فاصله بین آن‌ها پل بزنند. فیلسوفان ژاپنی، برعکس برای فهم، چگونگی هم‌پوشانی این تضادهای آشکار تلاش می‌کنند. در نتیجه، فلسفه ژاپنی به اجزاء یا ذات‌های مستقل نمی‌پردازد، بلکه فرایندها و ترکیبات مرتبط با هم را در نظر دارد.
سیر تکاملی فلسفه ژاپن را می‌توان به پنج مرحله تقسیم کرد: باستان، کلاسیک، قرون وسطی، اوایل مدرن و مدرن.

## اندیشه باستان و قرون وسطی
قبل از استقرار فئودالیسم در ژاپن، جریان اصلی تفکر ژاپنی متعلق به بودیسم بود. فرهنگ بودایی که با اهداف سیاسی توسط شاهزاده شوتوکو تایشی بسط داده شد، به‌عنوان تفکری در «ایمن‌سازی کشور» در دوره نارا رایج شد. هنگامی که دوره هیان (۷۹۴–۱۱۸۵) آغاز شد، به‌جای «اندیشه ایمن‌سازی کشور»، نوعی از بودیسم که با نام میکیو شناخته می‌شود، رواج یافت. در اواخر دوران اشرافی که بدبینی‌ها نسبت به «اعتقاد به این‌که بودیسم در روزهای آخر این جهان رو به افول خواهد رفت» رواج یافت، جنبش‌های «قلمرو آسمانی بودا» (سرزمین موعود بودا)، «زندگی آینده» را به‌عنوان ابزاری برای مقابله با ناامیدی گسترش دادند. در طول دوره کاماکورا (۱۱۸۵–۱۳۳۳) که حکومتی تحت سلطه طبقه سامورایی‌ها آغاز شد، بودیسم «جدید» مورد اقبال طبقه تازه‌برخاسته (سامورایی) قرار گرفت..

### ورود بودیسم و آغاز نفوذ در ژاپن

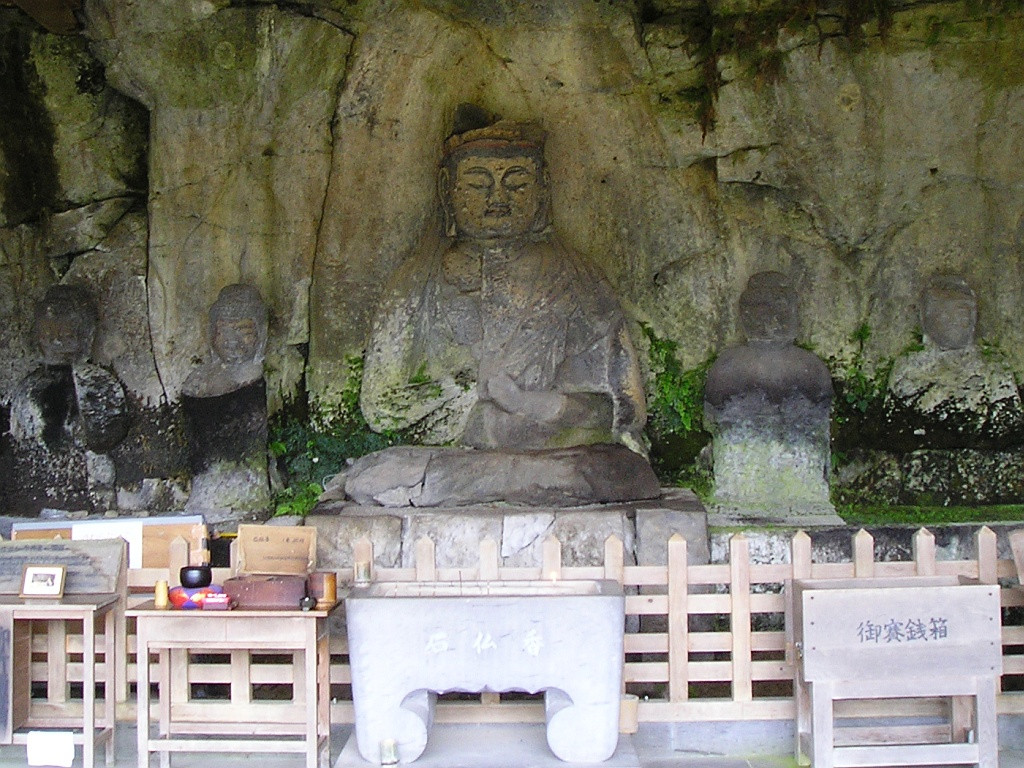
مجسمه بودا اوسوکی، اویتا، ژاپن

در ژاپن باستان، ورود بودیسم ارتباط نزدیکی با ساختار ملی و تمرکز قدرت دارد. شاهزاده شوتوکو و خانواده سوگا با خانواده مونونوب که مذهب باستانی ژاپن را اداره می‌کردند، جنگیدند و بر آن غلبه کردند و طرحی برای حکومت ملی بر اساس یکپارچه‌سازی نظام قانونی و بودیسم تدوین کردند. شاهزاده شوتوکو که نایب‌السلطنه امپراتور سوئیکو بود، در حین همکاری با خانواده سوگا، درک عمیقی از بودیسم «خارجی» (خارج از مرزهای ژاپن) ارائه داد، و خواستار استفاده از بودیسم، برای تثبیت سیاست ملی شد. این تفکر، که صلح و امنیت ملی از طریق قدرت بودیسم به وجود آمده‌است، تفکر «ایمن‌سازی کشور» نامیده می‌شود. در دوره نارا، به‌ویژه در زمان امپراتور شومو، معابد کوکوبون جی و کوکوبون نی جی در سراسر کشور و معبد تودای جی و دایبوتسو در نارا ساخته شدند. سیاست بودایی دولت در دوره نارا به اوج خود رسید، و جیان‌ژن از سلسله تانگ که تفکر انتصاب امپراتوری را به معبد تودای جی آورد.
در حالی که بودیسم نارا تنها از اندیشه «ایمن‌سازی کشور» پیروی می‌کرد، بودیسم هی‌آن نه تنها صلح و امنیت ملی بلکه سود شخصی دنیوی را نیز به ارمغان آورد؛ زیرا پیروان بودیسم هی‌آن مکرراً در کوه‌ها اعمال سخت زاهدانه، افسون‌ها و نیایش‌ها انجام می‌دادند. که بودیسم میکیو نامیده شد. کوکای، یک راهب بودایی، بودیسم چینی را در حین مأموریتی سیاسی در دربار چین آموخت و بودیسم ژاپنی را با شیوه‌های بودیسم چینی ترکیب کرد تا بودیسم شینگون ژاپنی را تشکیل دهد. سایچو، یک راهب بودایی که به چین نیز سفر کرد، اعمال فرقه تندای چینی را آموخت و استدلال کرد که آموزه‌های لوتوس سوترا باید هسته بودیسم ژاپنی باشد.
در اواخر عصر هی‌آن، تمرکز بودیسم هی‌آن راهبان بودایی را وادار کرد تا «عصر گناه‌آلود» را اعلام کنند که در آن امکان رهایی در این جهان انکار شد و بنابراین گرایش به دنبال تناسخ در بهشت بودایی‌ها پس از مرگ به‌وجود آمد. علاوه بر این، این تفکر جدید که «بودیسم در روزهای آخر این جهان رو به زوال خواهد رفت» منجر به ظهور جنبش «سرزمین آسمانی بودا» شد. این جنبش به رهبری کویا، یکی از پیروان بودیسم سرزمین آسمانی بودا، به آمیتاباها موعظه کرد و آموزش داد که همه مردم می‌توانند به بهشت بودایی برسند، نه فقط راهبان بودایی.

### بودیسم کاماکورا
ایمان جودو که تحت تأثیر فرقه جودو در اواخر دوره هی‌آن قرار گرفت، بر رستگاری از طریق خیرخواهی آمیتابا تکیه دارد و با قدرت آن تسکین می‌یابد. هونن، که فرقه جودو بودیسم را آغاز کرد، سایر اعمال زاهدانه را به‌کلی کنار گذاشت. او شاگردانش را موعظه می‌کرد که به آمیتابا ایمان بیاورند و با جدیت «نامو آمیدا بوتسو» بخوانند و به بهشت بروند. شاگرد او، شینران که بودیسم سرزمین آسمانی را آغاز کرد، به‌طور کامل تعالیم هونن را اجرا کرد و «وابستگی مطلق» را موعظه کرد. علاوه بر این، شینران مدافع این بود که هدف امداد آمیتابها، جنایتکاری است که از خود جنایتکار دنیوی آگاه است. ایپن، که فرقه جیشو را بنا نهاد، «رقص مذهبی سرود» را معرفی کرد.
برخلاف باور فرقه جودو، بودیسم ذن تلاش می‌کند تا با مراقبه، ذن از نظر روحی بیدار شود. میوآن ایسای فرقه رینزای را در چین آموخت. او به دانش‌آموزان یک مسئله دشوار داد و آن‌ها را وادار کرد تا آن را حل کنند و خودبه‌خود روشن شوند. رینزای ذن به‌طور گسترده توسط طبقه سامورایی در دوره کاماکورا حمایت می‌شد. دوگن فرقه سوتو را در چین آموخت. او در مخالفت با میوآن ایسای، با مراقبه نشسته جدی (زازن) به تبلیغ روشنگری پرداخت. سوتو ذن توسط سامورایی‌های محلی حمایت می‌شد.
اکثر مکاتب بودیسم نیچیرن (به ژاپنی: 法華系仏教 Hokke-kei Bukkyō) از کشیش و معلم نیچیرن به‌عنوان پدر بنیان‌گذار یاد می‌کنند. او در آموزه‌های خود بر برتری لوتوس سوترا تأکید کرد. او از دست‌یابی به بودا در طول زندگی خود دفاع می‌کرد و تفسیر او از آموزه‌های بودایی را شکل صحیح تمرین برای نقشه روز آخر قانون می‌دانست. یکی از رساله‌های مهم او «ریشو آنکوکورون» (دربارهٔ آموزش صحیح برای صلح زمین) است. خواندن مانترای نامو میوهو رنگه کیو (Namu Myōhō Renge Kyō) تا به امروز تمرین اصلی تمام مدارس و سازمان‌های بودایی نیچیرن است.

## تفکر مدرن اولیه
در حالی که تفکر باستانی و قرون وسطایی ژاپن به بودیسم نزدیک بود، تفکر مدرن اولیه ژاپن عمدتاً کنفوسیوسیسم یا نئوکنفوسیوس بود، که برای مطالعه توسط شوگونات توکوگاوا تعیین شد. علاوه بر این، کنفوسیوسیسم عقلانی کوکوگاکو، رانگاکو و افکار عمومی را پس از دوره میانی ادو تحریک کرد.

### کنفوسیوسیسم
در دوره ادو، مطالعه کنفوسیوسیسم مجاز بود. مکاتب مختلف نئوکنفوسیوسیسم رایج بود.
مکتب نئوکنفوسیوس‌گرایی ژو شی به نظم فئودالی خانواده‌مانند احترام می‌گذاشت که از موقعیت‌های اجتماعی ثابتی حمایت می‌کرد. هایاشی رازان، مکتب نئوکنفوسیوس‌گرایی ژو شی را مبانی نظری شوگون‌سالاری توکوگاوا فرض کرد. از طریق حکومت غیرنظامی، یوشیما سیدو تقدیم به کنفوسیوس تأسیس شد. با اصلاحات کانسی، مکتب نئوکنفوسیوس‌گرایی ژو شی هم‌چنان توسط شوگون‌های توکوگاوا تقویت و مجاز شد. علاوه بر این، فکر مکتب نئوکنفوسیوس‌گرایی ژو شی تأثیر زیادی بر جنبش سیاسی مدافع امپراتور و اخراج خارجیان اواخر عصر توکوگاوا گذاشت.
برخلاف مکتب نئوکنفوسیوس‌گرایی ژو شی، مکتب نئوکنفوسیوس وانگ یانگ مینگ که به اخلاق عملی احترام می‌گذارد، به دلیل انتقاداتش علیه شرایط سیاسی-اجتماعی تحت شوگون‌های توکوگاوا، پیوسته توسط شوگون‌ها تحت نظارت و سرکوب قرار گرفت.
مکاتب سوم نئوکنفوسیوسیسم به مقاصد واقعی متون اصلی کنفوسیوس و منسیوس توجه کردند. یاماگا سوکو فلسفه خود را بر روی اخلاق کنفوسیوس پایه‌گذاری کرد و سامورایی را بالاترین طبقه فرض کرد. ایتو جینسای به «رن» کنفوسیوس توجه داشت و «رن» را به‌عنوان عشق به شخص دیگری و «حقیقت» را به‌عنوان توجه خالص می‌دانست. به‌علاوه، اوگیو سورای که از مطالعات خود از آثار کلاسیک چین باستان نشأت می‌گرفت، اصرار داشت که روح اصلی کنفوسیوس حکومت بر جهان و نجات شهروند است.

### کوکوگاکو و رانگاکو

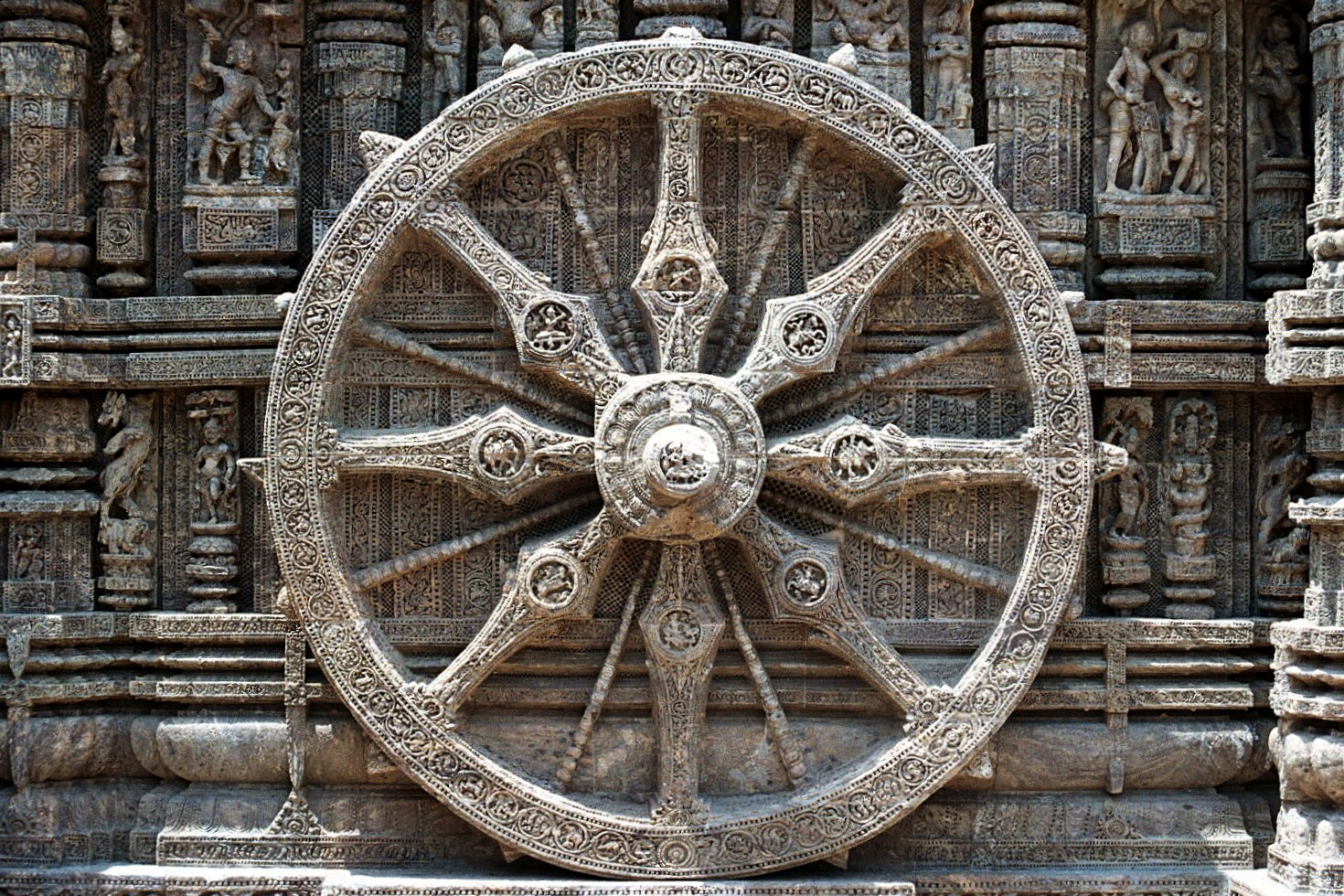
دارمکاکرا (چرخ بودایی) رده:نمادهای بودایی

در اواسط دوره ادو، کوکوگاکو، مطالعه تفکر و فرهنگ ژاپن باستان، در برابر ایده‌های خارجی مانند بودیسم یا کنفوسیوسیسم رایج شد. با سیاست ساکوکو شوگون، روشن‌فکران ادو نمی‌توانستند هیچ ارتباط مثبتی با تمدن غرب داشته باشند، و بنابراین رانگاکو، تنها پنجره‌ای به غرب بود.
در روزهای میانی دوره ادو، کوکوگاکو در حالی محبوب شد که تحت تأثیر کنفوسیوسیسم پوزیتیویستی با ناسیونالیسم قرار داشت. کوکوگاکو تفکر و فرهنگ ژاپن باستان از جمله «کوجیکی»، «نیهون شوکی» و «مان‌یوشو» را مورد مطالعه قرار داد و هدف، کاوش فرهنگ اخلاقی ژاپن بود که متفاوت از آیین کنفوسیوس و بودیسم بود. کامو نو مابوچی به مطالعه مان‌یوشو پرداخت و ماسورو بوری را سبک مدارا نامید و این مجموعه را خالص و ساده ارزیابی کرد. موتوری نوریناگا از طریق مطالعه در مورد کوجیکی، استدلال کرد که جوهر ادبیات ژاپنی از مونو نو آواره ناشی می‌شود، که احساسات طبیعی هنگام تماس با یک شیء است. او به «روح یاماتو» ژاپنی به جای «روح کارا» چینی (کنفوسیوس/بودیسم) احترام گذاشت. به گفته وی، کوکوگاکو باید شیوه قدیمی ژاپنی «شینتو» را دنبال کند. هیراتا آتسوتان از طریق مطالعه خود در مورد کوکوگاکو، از شینتو ملی‌گرایانه، اطاعت از امپراتور و لغو آیین کنفوسیوس و بودیسم حمایت کرد. این یک نیروی محرکه برای پایان شوگون‌سالاری توکوگاوا و بازسازی میجی بود.
در دوره ساکوکو و در دوره ادو، هیچ تماس مستقیمی با غرب وجود نداشت، اما رانگاکو با تشویق واردات کتاب‌های غربی ترجمه‌شده به چینی از چین در طی اصلاحات کیوهو محبوب شد. مائنو ریوتاکی و سوگیتا گنپاکو به زبان هلندی کایتای شینشو را به ژاپنی ترجمه کردند. در اواخر دوران توکوگاوا، یادگیری زبان هلندی در سایر مطالعات غربی مانند مطالعات بریتانیایی، فرانسوی و آمریکایی آغاز شد. شیوه «روح ژاپنی، تمدن غربی» با بیان صریح ساکوما شوزان، «اخلاق شرقی و فناوری غربی» تکمیل شد. از آن‌جایی که تاکانو چوئی و واتانابه کازان به‌شدت از ساکوکو انتقاد کردند، توسط شوگون‌ها مورد سرکوب قرار گرفتند.

### اندیشه عامه‌پسند
در دوره ادو، مدارس خصوصی توسط سامورایی‌ها، بازرگانان و دانشمندانی که نقش فعالی داشتند افتتاح شد. افکار آن‌ها انتقاد از نظم فئودالی مسلط بود.
ایشیدا بایگان آیین کنفوسیوس، بودیسم و شینتو را ترکیب کرد و فلسفه عملی را برای توده‌ها پایه‌گذاری کرد. او کار سخت در تجارت را به‌عنوان اثر صداقت و صرفه‌جویی توصیه می‌کرد. آندو شوکی جهان طبیعت را جامعه ایده‌آلی خواند که در آن همه انسان‌ها به کشاورزی مشغول بودند و بدون تزویر به‌صورت خودکفا زندگی می‌کردند. او از جامعه قانونی‌ای انتقاد کرد که در آن تبعیض طبقاتی فئودالی و تفاوت بین فقیر و غنی وجود داشت. نینومیا سونتوکو اصرار داشت که مردم باید فضیلت‌های بیرونی را که از وجودشان حمایت می‌کرد، با فضیلت خودشان جبران کنند.

## اندیشه مدرن متأخر
درحالی‌که تفکر مدرن ژاپنی اولیه در آیین کنفوسیوس و بودیسم توسعه یافت، روشن‌گری انگلیسی و حقوق بشر فرانسوی پس از بازسازی میجی که به‌سرعت تحت‌تأثیر تفکر غربی قرار گرفت، رواج یافت. از زمان جنگ‌های چین و روسیه و ژاپن، سرمایه‌داری ژاپن به شدت توسعه یافت. مسیحیت و سوسیالیسم نیز توسعه یافتند و با جنبش‌های اجتماعی مختلف پیوند خوردند. علاوه بر این، تفکر و مطالعه ناسیونالیستی در حالی شکل گرفت که با مطالعات خارجی مخالف بود.

### روشن‌گری و حقوق مردم
در احیای میجی، جامعه مدنی انگلیس و فرانسه، سودگرایی و داروینیسم اجتماعی از انگلستان، و حاکمیت مردمی ژان ژاک روسو از فرانسه معرفی شد.
متفکران اوایل دوره میجی از ارزش‌های روشن‌گری بریتانیا که برگرفته از جامعه مدنی غربی بود، حمایت کردند. آن‌ها تلاش کردند تا از اقتدار سنتی و فئودالیسم ژاپن انتقاد کنند. با این حال آن‌ها در نهایت با دولت هماهنگ شدند و مدرنیزاسیون از بالا را بدون اصلاحات پذیرفتند. در سال ۱۸۷۳ موری آرینوری میروکوشا را تشکیل داد. افرادی که در این انجمن فرهنگی گرد هم آمده بودند با نکاتی مانند مهم دانستن یادگیری عملی، احراز خصوصیات انسانی عملی و شکل حکومتی که شرایط یک کشور را به‌عنوان آرمان پذیرفتند، اشتراکات زیادی داشتند. موری آرینوری آموزش ملی را به‌عنوان وزیر آموزش ترویج کرد. نیشی امانه رفتار انسانی مبتنی بر علاقه را تأیید کرد. کاتو هیرویوکی تحت‌تأثیر داروینیسم اجتماعی، حقوق طبیعی را کنار گذاشت و در عوض از بقای تواناترین‌ها دفاع کرد.
فوکوزاوا یوکیچی، که فایده‌گرایی بریتانیا را به ژاپن معرفی کرد و از حقوق طبیعی دفاع کرد، فرض کرد که حقوق بشر توسط بهشت داده شده‌است. او توسعه تمدن را رشد روح انسان می‌دانست و فرض بر این بود که استقلال فرد به استقلال یک کشور می‌انجامد. فوکوزاوا فکر می‌کرد که دولت به‌خاطر راحتی است و ظاهر آن باید متناسب با فرهنگ باشد. او گفت که هیچ شکل ایده‌آلی از حکومت وجود ندارد. علاوه بر این، او اصرار داشت که ژاپن باید از این قاره خارج شده و علیه قدرت‌های بزرگ می‌رفت.
درحالی‌که اعضای میروکوشا سرانجام از هماهنگی دولت و مردم حمایت کردند، متفکران دموکراتیک حقوق مردم اصلاح‌طلب را از فرانسه جذب کردند و پس از شورش ساتسوما به‌طور شفاهی از مقاومت و انقلاب ملی علیه الیگارشی میجی حمایت کردند. در سال ۱۸۷۴، ایتاگاکی تایسوکه تأسیس مجلس منتخب را اعلام کرد و نهضت آزادی و حقوق مردم در سراسر کشور گسترش یافت. اویکی اموری به ایتاگاکی کمک کرد و او یک پیش‌نویس اصلاح‌طلبانه تهیه کرد. ناکائه چومین که به‌شدت تحت تأثیر روسو قرار گرفته بود، برای حاکمیت مردم و آزادی فردی کوشش کرد. با این حال، در مورد وضعیت ژاپن، او به اهمیت پادشاهی مشروطه اشاره کرد. به گفته وی، قانون اساسی شاهنشاهی باید به تدریج توسط دایت ملی مورد بازنگری قرار گیرد.
از اواخر دوره میجی تا عصر تایشو، یک روند دموکراتیک به‌عنوان پس‌زمینه آگاهی سیاسی بورژوازی گسترش یافت. جریان آن به جنبش‌های سیاسی برای حفظ قانون اساسی و برای انتخابات مردمی منجر شد. یوشینو ساکوزو برای سیاست کابینه حزب و انتخابات مردمی تلاش کرد. او عمیقاً دنبال این نبود که چه کسی حاکم است، اما اصرار داشت که هدف سیاسی شادی مردم است و تصمیمات سیاسی اهداف مردم را هدف قرار می‌دهد. مینوبه تاتسوکیچی یک حاکم را نه یک امپراتور، بلکه به دولت تعبیر کرد. به گفته او، یک امپراتور تنها قدرت خود را به‌عنوان بالاترین ارگان تحت قانون اساسی میجی از بین می‌برد. اگرچه نظریه او در ابتدا مورد تأیید قرار گرفت، اما پس از آن توسط ارتش و راست‌گرایان سرکوب شد.
در سال ۱۹۱۱، هیراتسوکا رایچو سیتوشا (مجله ادبی) را تشکیل داد. او خواستار بیداری حق زنان و توسعه جنبش فمینیستی شد. درحالی‌که یوسانو آکیکو تفاوت‌های جنسیتی را انکار می‌کرد، رایچو بر مادر بودن و بر تربیت فرزند تأکید کرد و کمک‌های رسمی برای زنان جهت نشان دادن توانایی زنانه‌شان را تصدیق کرد. در سال ۱۹۲۰، رایچو یک انجمن جدید برای زنان با ایشیکاوا فاسائه و اوکو مومئو تشکیل داد. به‌زودی پس از موفقیت فعالیت‌های آن‌ها در جلب مشارکت زنان در سیاست، انجمن به‌دلیل انشقاق داخلی از هم پاشید. بعدها، ایچیکاوا یک جنبش جدید تشکیل داد و جنبشی را برای حق رأی زنان ادامه داد.

### مسیحیت و سوسیالیسم
این مسیحیان و سوسیالیست‌ها بودند که با تضادهای اجتماعی ناشی از مدرنیته ژاپنی دست و پنجه نرم کردند. جنبش‌های اجتماعی مسیحی پس از جنگ‌های چین و روسیه و ژاپن فعال بودند که سرمایه‌داری و تضاد آن را به جامعه ژاپن آورد. بسیاری از سوسیالیست‌های ژاپنی تحت تأثیر اومانیسم مسیحی بودند و در آن نقطه عمیقاً با مسیحیت مرتبط بودند.
مسیحیت که توسط شوگون‌ها ممنوع شد، بر بسیاری از روشن‌فکران میجی تأثیر گذاشت. اوچیمورا کانزو «two Js» را برای اتحاد پذیرفت (اشاره به حروف اول ژاپن و عیسی) و روح مسیحی ایجاد کرد. او معتقد بود که دعوتش خدمت به «ژاپن» و «عیسی» است. او نسخه امپراتوری در مورد آموزش را به چالش کشید و علیه جنگ روسیه و ژاپن سخن‌رانی کرد. نیتوبه اینازو یک کوئیکر بود و تلاش کرد فرهنگ ژاپن و مسیحیت را متحد کند. او فرهنگ ژاپن را به خارج از کشور معرفی کرد و دبیرکل سازمان ملل شد. جوزف هاردی نسیما در خارج از کشور، در ایالات متحده به تحصیل الهیات پرداخت. او دانشگاه دوشیشا را در کیوتو تأسیس کرد و به ساخت شخصیت مسیحی مشغول بود.
تقریباً در زمان جنگ‌های چین و روسیه و ژاپن، ژاپن به محض گسترش سوسیالیسم علیه سرمایه‌داری، از طریق انقلاب صنعتی موفق به سرمایه‌گذاری شد. با این حال، جنبش‌های اجتماعی توسط پلیس امنیت در سال ۱۹۰۰ سرکوب شد و سرانجام در حادثه خیانت علیه حکومت در سال ۱۹۱۰ سوسیالیست‌ها توسط ارتش و دولت فاشیستی تحت فشار قرار گرفتند. کاواکامی هاجیمه در یک روزنامه مقالاتی در مورد فقر نوشت. او ابتدا بر بازسازی شخصی برای حل فقر تأکید کرد، اما بعداً مارکسیست شد و برای بازسازی اجتماعی با اجبار اجتماعی استدلال کرد. کوتوکو شوسوی در ابتدا تلاش کرد تا سوسیالیسم را از طریق دایت ملی تحقق بخشد، اما او یک اتحادیه‌گرا شد و برای اقدام مستقیم از طریق اعتصاب عمومی اقدام کرد. او به‌عنوان مغز متفکر حادثه خیانت بزرگ در سال ۱۹۱۰ اعدام شد. اوسوگی ساکائه برای آزادی فردی با استفاده از اصول آنارشیسم و اتحادیه‌گرایی صحبت می‌کرد. او از سوی دولت به‌عنوان یک تهدید تلقی می‌شد و توسط پلیس نظامی در بی‌نظمی پس از زلزله بزرگ کانتو در سال ۱۹۲۳ ترور شد.

### توسعه ژاپن
عصر روشن‌گری، مسیحیت و سوسیالیسم بر تفکر ژاپنی از زمان بازسازی میجی تأثیر گذاشته‌است. تأکید بر فرهنگ سیاسی و سنت ملی ژاپن به‌عنوان واکنشی در برابر غرب‌زدگی افزایش یافت. این جریان جنبه ایدئولوژیکی مشروعیت بخشیدن به امپریالیسم و نظامی‌گری/فاشیسم داشته‌است.
توکوتومی شوهو مجله‌ای منتشر کرد که در آن از دموکراسی لیبرال و پوپولیسم علیه غرب‌گرایی ژاپنی استدلال می‌کرد. با این حال، او از بورژوازی که باید نقشی سیاسی در آن ایفا کند سرخورده بود… کوگا کاتسونان به فرهنگ سیاسی و سنت ملی ژاپن بسیار می‌نگریست. هدف او احیای و تقویت عواطف ملی بود. با این حال، او یک ملی‌گرای تنگ‌نظر نبود. او از ارتش انتقاد کرد و برای نظام حکومتی پارلمانی و گسترش حق رأی استدلال کرد.
پس از بازسازی میجی، دولت ژاپن از شینتو محافظت کرد و با آن به‌عنوان یک مذهب خاص، بلکه به‌عنوان شینتوی دولتی رفتار کرد. حکومت ارتباط نزدیکی با شینتو و با امپراتور مقدس داشت و آن‌ها از شینتو به‌عنوان ابزاری برای حکومت خود استفاده می‌کردند. شینتوی دولتی به وضوح از فرقه‌های خصوصی مذهب شینتو متمایز بود. این یک مدل از حکومت ایدئولوژیک دولتی بود که شینتوی ایالتی را تشکیل داد و دستورالعمل امپراتوری در مورد آموزش را منتشر کرد. دولت‌گرایی میجی تلاش کرد تا حاکمیت ملی را بازگرداند و امپریالیسم و استعمار را از طریق جنگ‌های چین و روسیه و ژاپن دنبال کرد. با این حال، گرایش نظامی‌گری آن به ناسیونالیسم افراطی توسعه یافت. کیتا ایکی از حذف زیباتسو، دولت‌مردان ارشد و احزاب سیاسی و ایجاد حکومت برای ارتباط مستقیم با امپراتور و مردم حمایت کرد.
یاناگیتا کونیو در خط مقدم مطالعه فولکلور ژاپنی بود. او از عموم مردمی که رهبران سیاسی و روشن‌فکر نیستند به‌عنوان «جومین» نام برد. سایر فولکلورهای میناکاتا کوماگوسو، یاناگی مونیوشی و اوریکوچی شینوبو هستند.
در ژاپن قبل از جنگ، فلسفه آلمان مشتاقانه مطالعه و معرفی شد. از اواخر دوره میجی تا تایشو، مکتب کیوتو تلاش کرد تا اندیشه غربی را با تفکر شرقی مانند بودیسم ذن هماهنگ کند. نیشیدا کیتارو با ادغام ذن و تفکر غربی، اندیشه‌ای بدیع را پایه‌گذاری کرد. اندیشه او را فلسفه نیشیدا می‌نامند. او بر تجربه نابی اصرار داشت که در آن هیچ تقابلی بین ذهنیت و عینیت وجود ندارد. هستی‌شناسی او برگرفته از نیستی مطلق است. واتسوجی تتسورو از فردگرایی خودخواهانه غربی انتقاد کرد. اخلاق او می‌گوید که انسان در وجودی منزوی نیست، بلکه در وجودی مرتبط است. او اصرار داشت که موجودات فردی و اجتماعی باید از فردیت و عضویت اجتماعی خود آگاه باشند. او همچنین به‌عنوان اقلیم و فرهنگ خود که در آن رابطه بین محیط طبیعی و سبک زندگی محلی را مورد مطالعه قرار داد، شناخته شده‌است.

### فلسفه معاصر ژاپن
پس از جنگ جهانی دوم، بسیاری از فیلسوفان دانشگاهی کتاب‌هایی در زمینه فلسفه قاره‌ای و فلسفه آمریکایی منتشر کردند. در این میان، اوموری شوزو، واتارو هیروماتسو، یاسو یواسا و تاکاکی یوشیموتو آثار بدیعی را تحت تأثیر مارکسیسم، پدیدارشناسی و فلسفه تحلیلی خلق کردند. اوموری شوزو بر اساس مفاهیم «مونیسم بازنمایی»، «تصویر دوگانه» و «آنیمیسم زبانی» معرفت‌شناسی مونیستی منحصربه‌فردی خلق کرد. واتارو هیروماتسو نظریه خود را در مورد «ساختار هستی‌شناختی چند موضوعی جهان» توسعه داد. یاسو یواسا نظریه جدیدی در مورد بدن تحت تأثیر مرلوپونتی و تصویر بدنی که در طب چینی یافت می‌شود ارائه کرد. تاکاکی یوشیموتو به دلیل «نظریه توهم مشترک» و مقالات فلسفی مختلف در مورد فرهنگ ژاپنی مشهور است. امروزه دانشمندانی مانند کوجین کاراتانی (نظریه ادبی)، هیتوشی ناگای (خودتنهاانگاری)، شیگکی نویا (فلسفه تحلیلی)، ماساهیرو موریوکا (فلسفه زندگی)، موتویوشی ایریفوجی (فلسفه تحلیلی) از فیلسوفان شاخص آکادمیک ژاپن به‌شمار می‌روند.